# Sant'Alessio in Aspromonte
Sant'Alessio in Aspromonte és un comune (municipi) de la Ciutat metropolitana de Reggio de Calàbria, a la regió italiana de Calàbria, situat a uns 110 km al sud-oest de Catanzaro i a uns 10 km al nord-est de Reggio de Calàbria. A 1 de gener de 2019 la seva població era de 327 habitants.
Sant'Alessio in Aspromonte limita amb els municipis següents: Laganadi, Reggio Calabria i Santo Stefano in Aspromonte.